# Remedy (Basement Jaxx)
Remedy è il primo album discografico del gruppo musicale di musica house inglese Basement Jaxx, pubblicato nel 1999 dalla XL Recordings. Ha venduto 80000 copie nella sola Inghilterra nell'arco di pochi mesi e ottenuto, di conseguenza, il disco d'argento.

## Il disco
L'album si distingue per il suo stile ballabile ed eclettico, che spazia fra influenze ragga, funk, samba, soul e disco music, i ritmi "scoppiettanti" e la presenza di tracce cantate. I singoli in esso contenuto includono il flamenco dai vocalizzi indefiniti di Rendez-Vu, la funkadelica Red Alert e la samba di Bingo Bango.

## Critica
Remedy ha ricevuto soprattutto riscontri positivi da parte della stampa specializzata e della critica: venne definito "una specie di carnevale su disco" in un libro dedicato ai "1001 album imperdibili" e, secondo quanto riportato in un volume della rivista Billboard, permise al gruppo di entrare nel "novero degli artisti che hanno rinnovato la musica house quali i Daft Punk, Armand Van Helden e gli Underworld". Il disco ha inoltre ottenuto 5/5 stelle da AllMusic, che lo ha paragonato al celebre Homework dei Daft Punk, mentre ha ottenuto un voto pari a 9/10 da NME. Secondo M. Tye Comer di CMJ New Music Report, si tratta di «un disco di musica seria per chi è abbastanza saggio da non prendere la vita troppo sul serio». Al contrario, ha ricevuto pessimi giudizi da Pitchfork, che lo ha stroncato con un 3,5/10.

## Tracce
1. Rendez-Vu – 5:45
2. Yo-Yo – 4:29
3. Jump N' Shout – 4:42
4. U Can't Stop Me – 3:40
5. Jaxxalude – 0:35
6. Red Alert – 4:17
7. Jazzalude – 0:23
8. Always Be There – 6:24
9. Sneakalude – 0:11
10. Same Old Show – 5:55
11. Bingo Bango – 5:58
12. Gemilude – 0:47
13. Stop 4 Love – 4:53
14. Don't Give Up – 5:15
15. Being with U – 3:49

## Formazione
- Felix Buxton - voce, produzione
- Simon Ratcliffe - strumenti vari, produzione